# Casagemes (Badalona)

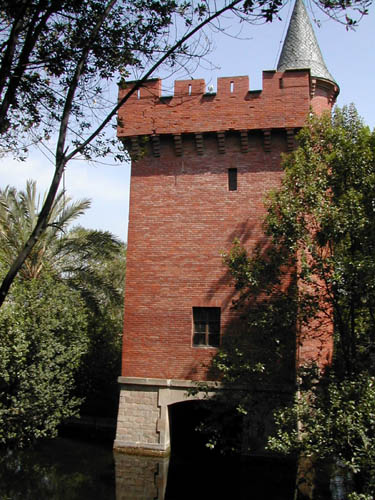
Castillo de Can el Arnús

Casagemes es un barrio costero de Badalona (Barcelonés) que forma parte del Distrito I junto con Canyadó, Centro, Coll y Pujol, Dalt de la Vila, Manresà y Progrés.
Limita con los barrios de Centro, Dalt de la Vila, Canyadó, Manresà y Morera. Con los datos del padrón de 2012, el barrio de Casagemes tenía 7.622 habitantes, de los cuales 3.562 (46,7%) eran hombres y 4.060 (53,3%) eran mujeres. La población del barrio representa al 3,4% de habitantes de toda la ciudad..

## Lugares de interés y equipaciones
Este barrio costero, en el que hay dos playas como son la playa del Pont d'en Botifarreta y la playa del Cristall, destaca el Parque de Can Solei y Can el Arnús, una finca cuyo origen se remonta al año 1565. En el castillo de Ca el Arnús se alojaron tanto la reina regente como su hijo el Rey Alfonso XIII en 1888.
Es característica la plaza de Casagemes, situada donde estuvo la masía llamada de Cal General, propiedad de la familia Casagemes, tiene forma semicircular, porque en unos momentos representaba el límite de la urbanización de Badalona por el lado de levante. encontramos también el cementerio del Santo Cristo, en el que destaca el panteón modernista de la familia Bosch, gran exponente del arte funerario modernista, obra de Amigó el 1907. La familia Bosch era la propietaria de las famosas destilerías Anís del Mono.
Dentro del ámbito educativo encontramos varios centros que imparten educación reglada en el barrio. Allí se encuentra la Nona, un hogar de niños de titularidad privada; la escuela Artur Martorell, una escuela pública donde se imparte el segundo ciclo de educación infantil y educación primaria; y las Escuelas Minguella, un centro concertado donde se pueden escolarizar los niños desde el segundo ciclo de educación infantil hasta secundaria.